# Golog (autonome Tibetaanse prefectuur)
De autonome Tibetaanse Prefectuur Golog (Vereenvoudigd Chinees: 果洛藏族自治州; Pinyin: Guǒluò Zàngzú Zìzhìzhōu; Tibetaans: མགོ་ལོག་བོད་རིགས་རང་སྐྱོང་ཁུལ་; (Mgo-log Bod-rigs rang-skyong-khul)) is een autonome prefectuur voor Tibetanen in de provincie Qinghai, China. De prefectuur ligt in het zuidoosten van de provincie en bestaat grotendeels uit hoogvlakten en bergen. De regio maakt deel uit van het gebied dat vroeger aangeduid werd met Amdo. De hoofdstad van de prefectuur is Maqên
In Golog wonen anno 2008 120.000 etnische Tibetanen en 10.000 Han-Chinezen. Het merendeel van die etnische Tibetanen zijn de Goloks, een van de meest vermaarde Tibetaanse  nomadenstammen.

## Bestuurlijke onderverdeling
De regio bestaat uit zes arrondissementen.
| Arrondissement        | Arrondissement | Administratief centrum | Administratief centrum |
| --------------------- | -------------- | ---------------------- | ---------------------- |
| Naam                  | Chinees        | Naam                   | Chinees                |
| Arrondissement Maqên  | 玛沁县         | Maqên (Dawo)           | 大武镇                 |
| Arrondissement Danba  | 班玛县         | Sêraitang              | 赛来塘镇               |
| Arrondissement Gadê   | 甘德县         | Koqu                   | 柯曲镇                 |
| Arrondissement Tarlag | 达日县         | Gyümai                 | 吉迈镇                 |
| Arrondissement Jinzhi | 久治县         | Chugqênsumdo           | 智青松多镇             |
| Arrondissement Madoi  | 玛多县         | Huanghe                | 黄河乡                 |